# Weisz Ferenc (labdarúgó)
Weisz Ferenc (1885. február 23. – auschwitzi koncentrációs tábor, 1944. július 8.) válogatott labdarúgó, csatár, majd játékvezető és edző. Polgári foglalkozása gyógyszerész volt.

## Pályafutása

### Klubcsapatban
1902-ben kezdte a labdarúgást a Ferencvárosban. Pályafutása jelentős részén csatárként játszott, de szerepelt kapusként és fedezetként is. A csatársorban legszívesebben jobbszélsőt, jobbösszekötőt vagy balszélsőt játszott. Mindkét lábával egyformán jól bánt a labdával. A Ferencvárosban összesen 360 mérkőzésen szerepelt (186 bajnoki, 90 nemzetközi, 84 hazai díjmérkőzés) és 177 gólt szerzett (105 bajnoki, 72 egyéb). 1915-ben az MTK-hoz igazolt, de két mérkőzés után visszatért a Fradihoz.

### A válogatottban
1903 és 1917 között 17 alkalommal szerepelt a válogatottban és 3 gólt szerzett.

## Sikerei, díjai
- Magyar bajnokság
  - bajnok: 1903. 1905, 1906–07, 1908–09, 1909–10, 1909–10, 1910–11, 1911–12, 1912–13
  - 2.: 1902, 1904, 1907–08, 1913–14, 1917–18, 1918–19
  - 3.: 1919–20
- Magyar kupa
  - győztes: 1913
- Ezüstlabda
  - győztes: 1903, 1904, 1906, 1908, 1909
- Challenge Cup
  - győztes: 1909
- Az FTC Örökös Bajnoka: 1925

## Statisztika

### Mérkőzései a válogatottban
| Magyarország | Magyarország      | Magyarország                    | Magyarország  | Magyarország | Magyarország | Magyarország  | Magyarország | Magyarország |
| #            | Dátum             | Helyszín                        | Hazai         | Eredmény     | Vendég       | Kiírás        | Gólok        | Esemény      |
| ------------ | ----------------- | ------------------------------- | ------------- | ------------ | ------------ | ------------- | ------------ | ------------ |
| 1.           | 1903. április 5.  | Budapest, Millenáris-pálya      | Magyarország  | 2 – 1        | Csehország   | barátságos    | -            |              |
| 2.           | 1905. április 9.  | Budapest, Millenáris-pálya      | Magyarország  | 0 – 0        | Ausztria     | barátságos    | -            |              |
| 3.           | 1907. május 5.    | Bécs, Rapid-pálya               | Ausztria      | 3 – 1        | Magyarország | barátságos    | -            |              |
| 4.           | 1907. október 6.  | Prága, Slavia-stadion           | Csehország    | 5 – 3        | Magyarország | barátságos    | 1            | 25'          |
| 5.           | 1908. május 3.    | Bécs, Hohe Warte                | Ausztria      | 4 – 0        | Magyarország | barátságos    | -            |              |
| 6.           | 1908. június 10.  | Budapest, Millenáris-pálya      | Magyarország  | 0 – 7        | Anglia       | barátságos    | -            |              |
| 7.           | 1909. május 29.   | Budapest, Millenáris-pálya      | Magyarország  | 2 – 4        | Anglia       | barátságos    | -            |              |
| 8.           | 1909. május 31.   | Budapest, Millenáris-pálya      | Magyarország  | 2 – 8        | Anglia       | barátságos    | -            |              |
| 9.           | 1909. november 7. | Budapest, Millenáris-pálya      | Magyarország  | 2 – 2        | Ausztria     | barátságos    | -            |              |
| 10.          | 1910. május 26.   | Budapest, Millenáris-pálya      | Magyarország  | 6 – 1        | Olaszország  | barátságos    | 1            | 32'          |
| 11.          | 1910. november 6. | Budapest, Millenáris-pálya      | Magyarország  | 3 – 0        | Ausztria     | barátságos    | -            |              |
| 12.          | 1911. január 1.   | Párizs, Stade du CAP            | Franciaország | 0 – 3        | Magyarország | barátságos    | -            |              |
| 13.          | 1911. január 6.   | Milánó, Stadio Civico Arena     | Olaszország   | 0 – 1        | Magyarország | barátságos    | -            |              |
| 14.          | 1911. január 8.   | Zürich                          | Svájc         | 2 – 0        | Magyarország | barátságos    | -            |              |
| 15.          | 1913. április 27. | Bécs, WAC-Platz                 | Ausztria      | 1 – 4        | Magyarország | Wagner-serleg | -            |              |
| 16.          | 1913. május 18.   | Budapest, Üllői úti pálya       | Magyarország  | 2 – 0        | Svédország   | barátságos    | -            |              |
| 17.          | 1917. június 3.   | Budapest, Hungária körúti pálya | Magyarország  | 6 – 2        | Ausztria     | barátságos    | -            | 41'          |
|              | Összesen          |                                 |               | 17           | mérkőzés     |               | 3            | gól          |